# Lista odcinków serialu U nas w Filadelfii
Poniżej znajduje się lista odcinków serialu telewizyjnego U nas w Filadelfii – emitowanego przez amerykańską stację telewizyjną  FX od 4 sierpnia 2005 roku do 20 grudnia 2012 roku. Od 9 sezonu serial jest emitowany na FXX. W Polsce serial jest emitowany od 5 października 2006 przez Canal+  oraz przez Comedy Central
| Sezon | Sezon | Odcinki | Oryginalna emisja    | Oryginalna emisja |
| Sezon | Sezon | Odcinki | Premiera sezonu      | Finał sezonu      |
| ----- | ----- | ------- | -------------------- | ----------------- |
|       | 1     | 7       | 4 sierpnia 2005      | 15 września 2005  |
|       | 2     | 10      | 29 czerwca 2006      | 17 sierpnia 2006  |
|       | 3     | 15      | 13 września 2007     | 15 listopada 2007 |
|       | 4     | 13      | 18 września 2008     | 20 listopada 2008 |
|       | 5     | 12      | 17 września 2009     | 10 grudnia 2009   |
|       | 6     | 14      | 16 września 2010     | 16 grudnia 2010   |
|       | 7     | 13      | 15 września 2011     | 15 grudnia 2011   |
|       | 8     | 10      | 11 października 2012 | 20 grudnia 2012   |
|       | 9     | 10      | 4 września 2013      | 6 listopada 2013  |
|       | 10    | 10      | 14 stycznia 2015     | 18 marca 2015     |
|       | 11    | 10      | 6 stycznia 2016      | 9 marca 2016      |
|       | 12    | 10      | 4 stycznia 2017      | 8 marca 2017      |
|       | 13    | 10      | 5 września 2018      | 2018              |
|       | 14    | 10      | 25 września 2019     | 20 listopada 2019 |

## Sezon 1 (2005)
| Nr | # | Tytuł                                 | Reżyseria        | Scenariusz                                | Premiera FX      |
| -- | - | ------------------------------------- | ---------------- | ----------------------------------------- | ---------------- |
| 1  | 1 | The Gang Gets Racist                  | John Fortenberry | Charlie Day Rob McElhenney                | 4 sierpnia 2005  |
| 2  | 2 | Charlie Wants an Abortion             | John Fortenberry | Charlie Day Rob McElhenney                | 11 sierpnia 2005 |
| 3  | 3 | Underage Drinking: A National Concern | Dan Attias       | Charlie Day Rob McElhenney                | 18 sierpnia 2005 |
| 4  | 4 | Charlie Has Cancer                    | Rob McElhenney   | Rob McElhenney                            | 25 sierpnia 2005 |
| 5  | 5 | Gun Fever                             | Dan Attias       | Glenn Howerton Rob McElhenney             | 1 września 2005  |
| 6  | 6 | The Gang Finds a Dead Guy             | Dan Attias       | Charlie Day Glenn Howerton Rob McElhenney | 8 września 2005  |
| 7  | 7 | Charlie Got Molested                  | John Fortenberry | Charlie Day Rob McElhenney                | 15 września 2005 |

## Sezon 2 (2006)
| Nr | #  | Tytuł                                         | Reżyseria      | Scenariusz                                | Premiera FX      |
| -- | -- | --------------------------------------------- | -------------- | ----------------------------------------- | ---------------- |
| 8  | 1  | Charlie Gets Crippled                         | Rob McElhenney | Charlie Day Glenn Howerton Rob McElhenney | 29 czerwca 2006  |
| 9  | 2  | The Gang Goes Jihad                           | Dan Attias     | Charlie Day Glenn Howerton Rob McElhenney | 29 czerwca 2006  |
| 10 | 3  | Dennis and Dee Go on Welfare                  | Dan Attias     | Charlie Day Glenn Howerton Rob McElhenney | 6 lipca 2006     |
| 11 | 4  | Mac Bangs Dennis' Mom                         | Dan Attias     | Charlie Day Glenn Howerton                | 6 lipca 2006     |
| 12 | 5  | Hundred Dollar Baby                           | Dan Attias     | Charlie Day Glenn Howerton Rob McElhenney | 13 lipca 2006    |
| 13 | 6  | The Gang Gives Back                           | Dan Attias     | Charlie Day                               | 20 lipca 2006    |
| 14 | 7  | The Gang Exploits a Miracle                   | Dan Attias     | Charlie Day Eric Falconer Chris Romano    | 27 lipca 2006    |
| 15 | 8  | The Gang Runs for Office                      | Dan Attias     | David Hornsby                             | 3 sierpnia 2006  |
| 16 | 9  | Charlie Goes America All Over Everybody's Ass | Dan Attias     | Charlie Day Rob McElhenney                | 10 sierpnia 2006 |
| 17 | 10 | Dennis and Dee Get a New Dad                  | Dan Attias     | Charlie Day Rob McElhenney                | 17 sierpnia 2006 |

## Sezon 3 (2007)
| Nr | #  | Tytuł                                       | Reżyseria    | Scenariusz                               | Premiera FX          |
| -- | -- | ------------------------------------------- | ------------ | ---------------------------------------- | -------------------- |
| 18 | 1  | The Gang Finds a Dumpster Baby              | Jerry Levine | Rob McElhenney Charlie Day               | 13 września 2007     |
| 19 | 2  | The Gang Gets Invincible                    | Fred Savage  | Charlie Day Glenn Howerton David Hornsby | 13 września 2007     |
| 20 | 3  | Dennis and Dee's Mom Is Dead                | Matt Shakman | Rob McElhenney David Hornsby             | 20 września 2007     |
| 21 | 4  | The Gang Gets Held Hostage                  | Fred Savage  | Lisa Parsons Rob McElhenney              | 20 września 2007     |
| 22 | 5  | The Aluminum Monster vs. Fatty Magoo        | Fred Savage  | Charlie Day Glenn Howerton               | 27 września 2007     |
| 23 | 6  | The Gang Solves the North Korea Situation   | Fred Savage  | Charlie Day Scott Marder Rob Rosell      | 27 września 2007     |
| 24 | 7  | The Gang Sells Out                          | Matt Shakman | Charlie Day David Hornsby                | 4 października 2007  |
| 25 | 8  | Frank Sets Sweet Dee on Fire                | Fred Savage  | Rob McElhenney Scott Marder Rob Rosell   | 4 października 2007  |
| 26 | 9  | Sweet Dee's Dating a Retarded Person        | Jerry Levine | Glenn Howerton Scott Marder Rob Rosell   | 11 października 2007 |
| 27 | 10 | Mac is a Serial Killer                      | Jerry Levine | Charlie Day David Hornsby                | 18 października 2007 |
| 28 | 11 | Dennis Looks Like a Registered Sex Offender | Jerry Levine | Rob McElhenney                           | 25 października 2007 |
| 29 | 12 | The Gang Gets Whacked (Part 1)              | Matt Shakman | Glenn Howerton Scott Marder Rob Rosell   | 1 listopada 2007     |
| 30 | 13 | The Gang Gets Whacked (Part 2)              | Matt Shakman | Scott Marder Rob Rosell                  | 1 listopada 2007     |
| 31 | 14 | Bums: Making a Mess All Over the City       | Jerry Levine | Charlie Day David Hornsby                | 8 listopada 2007     |
| 32 | 15 | The Gang Dances Their Asses Off             | Matt Shakman | David Hornsby Scott Marder Rob Rosell    | 15 listopada 2007    |

## Sezon 4 (2008)
| Nr | #  | Tytuł                                              | Reżyseria                | Scenariusz                                  | Premiera FX          |
| -- | -- | -------------------------------------------------- | ------------------------ | ------------------------------------------- | -------------------- |
| 33 | 1  | Mac and Dennis: Manhunters                         | Fred Savage              | Charlie Day Jordan Young Elijah Aron        | 18 września 2008     |
| 34 | 2  | The Gang Solves the Gas Crisis                     | Matt Shakman             | Charlie Day Sonny Lee Patrick Walsh         | 18 września 2008     |
| 35 | 3  | America's Next Top Paddy's Billboard Model Contest | Fred Savage              | Rob McElhenney Charlie Day Adam Stein       | 25 września 2008     |
| 36 | 4  | Mac's Banging the Waitress                         | Fred Savage              | David Hornsby                               | 25 września 2008     |
| 37 | 5  | Mac and Charlie Die (Part 1)                       | Fred Savage Matt Shakman | Charlie Day Glenn Howerton Rob McElhenney   | 2 października 2008  |
| 38 | 6  | Mac and Charlie Die (Part 2)                       | Fred Savage              | Charlie Day Glenn Howerton Rob McElhenney   | 2 października 2008  |
| 39 | 7  | Who Pooped the Bed?                                | Fred Savage              | Rob McElhenney Scott Marder Rob Rosell      | 9 października 2008  |
| 40 | 8  | Paddy's Pub: The Worst Bar in Philadelphia         | Matt Shakman             | Scott Marder Rob Rosell David Hornsby       | 16 października 2008 |
| 41 | 9  | Dennis Reynolds: An Erotic Life                    | Fred Savage              | Glenn Howerton Rob Rosell Scott Marder      | 23 października 2008 |
| 42 | 10 | Sweet Dee Has a Heart Attack                       | Matt Shakman             | Rob Rosell Scott Marder                     | 30 października 2008 |
| 43 | 11 | The Gang Cracks the Liberty Bell                   | Matt Shakman             | Rob McElhenney Glenn Howerton David Hornsby | 6 listopada 2008     |
| 44 | 12 | The Gang Gets Extreme: Home Makeover Edition       | Fred Savage              | Charlie Day Glenn Howerton David Hornsby    | 13 listopada 2008    |
| 45 | 13 | The Nightman Cometh                                | Matt Shakman             | Charlie Day Glenn Howerton Rob McElhenney   | 20 listopada 2008    |

## Sezon 5 (2009)
| Nr | #  | Tytuł                                            | Reżyseria       | Scenariusz                            | Premiera FX          |
| -- | -- | ------------------------------------------------ | --------------- | ------------------------------------- | -------------------- |
| 46 | 1  | The Gang Exploits the Mortgage Crisis            | Randall Einhorn | Becky Mann Audra Sielaff              | 17 września 2009     |
| 47 | 2  | The Gang Hits the Road                           | Fred Savage     | Charlie Day Glenn Howerton            | 24 września 2009     |
| 48 | 3  | The Great Recession                              | Fred Savage     | David Hornsby                         | 1 października 2009  |
| 49 | 4  | The Gang Gives Frank an Intervention             | Fred Savage     | Scott Marder Rob Rosell               | 8 października 2009  |
| 50 | 5  | The Waitress Is Getting Married                  | Fred Savage     | Charlie Day Glenn Howerton            | 15 października 2009 |
| 51 | 6  | The World Series Defense                         | Randall Einhorn | David Hornsby                         | 22 października 2009 |
| 52 | 7  | The Gang Wrestles for the Troops                 | Randall Einhorn | Scott Marder Rob Rosell               | 29 października 2009 |
| 53 | 8  | Paddy's Pub: Home of the Original Kitten Mittens | Randall Einhorn | Sonny Lee Patrick Walsh               | 5 listopada 2009     |
| 54 | 9  | Mac and Dennis Break Up                          | Fred Savage     | Scott Marder Rob Rosell               | 12 listopada 2009    |
| 55 | 10 | The D.E.N.N.I.S. System                          | Randall Einhorn | David Hornsby Scott Marder Rob Rosell | 19 listopada 2009    |
| 56 | 11 | Mac and Charlie Write a Movie                    | Randall Einhorn | Glenn Howerton Rob McElhenney         | 3 grudnia 2009       |
| 57 | 12 | The Gang Reignites the Rivalry                   | Randall Einhorn | Dave Chernin Charlie Day              | 10 grudnia 2009      |

## Sezon 6 (2010)
| Nr    | #     | Tytuł                                 | Reżyseria       | Scenariusz                             | Premiera FX          |
| ----- | ----- | ------------------------------------- | --------------- | -------------------------------------- | -------------------- |
| 58    | 1     | Mac Fights Gay Marriage               | Randall Einhorn | Becky Mann Audra Sielaff               | 16 września 2010     |
| 59    | 2     | Dennis Gets Divorced                  | Randall Einhorn | Dave Chernin John Chernin              | 23 września 2010     |
| 60    | 3     | The Gang Buys a Boat                  | Randall Einhorn | Charlie Day Rob McElhenney             | 30 września 2010     |
| 61    | 4     | Mac's Big Break                       | Randall Einhorn | Rob Rosell                             | 7 października 2010  |
| 62    | 5     | Mac and Charlie: White Trash          | Randall Einhorn | Luvh Rakhe                             | 14 października 2010 |
| 63    | 6     | Mac's Mom Burns Her House Down        | Matt Shakman    | Scott Marder Rob Rosell                | 21 października 2010 |
| 64    | 7     | Who Got Dee Pregnant?                 | Randall Einhorn | Charlie Day Rob McElhenney             | 28 października 2010 |
| 65    | 8     | The Gang Gets a New Member            | Matt Shakman    | David Hornsby                          | 4 listopada 2010     |
| 66    | 9     | Dee Reynolds: Shaping America's Youth | Matt Shakman    | David Hornsby                          | 11 listopada 2010    |
| 67    | 10    | Charlie Kelly: King of the Rats       | Matt Shakman    | Scott Marder Rob Rosell                | 18 listopada 2010    |
| 68    | 11    | The Gang Gets Stranded in the Woods   | Matt Shakman    | Scott Marder Rob Rosell Luvh Rakhe     | 2 grudnia 2010       |
| 69    | 12    | Dee Gives Birth                       | Matt Shakman    | David Hornsby Becky Mann Audra Sielaff | 9 grudnia 2010       |
| 70/71 | 13/14 | A Very Sunny Christmas                | Fred Savage     | Charlie Day Rob McElhenney             | 16 grudnia 2010      |

## Sezon 7 (2011)
| Nr | #  | Tytuł                                              | Reżyseria       | Scenariusz                                | Premiera FX          |
| -- | -- | -------------------------------------------------- | --------------- | ----------------------------------------- | -------------------- |
| 72 | 1  | Frank's Pretty Woman                               | Matt Shakman    | Scott Marder Rob Rosell                   | 15 września 2011     |
| 73 | 2  | The Gang Goes to the Jersey Shore                  | Matt Shakman    | Dave Chernin John Chernin                 | 22 września 2011     |
| 74 | 3  | Frank Reynolds’ Little Beauties                    | Matt Shakman    | Scott Marder Rob Rosell                   | 29 września 2011     |
| 75 | 4  | Sweet Dee Gets Audited                             | Matt Shakman    | Rob McElhenney Glenn Howerton Charlie Day | 6 października 2011  |
| 76 | 5  | Frank's Brother                                    | Matt Shakman    | David Hornsby                             | 13 października 2011 |
| 77 | 6  | The Storm of the Century                           | Matt Shakman    | Charles W. Hornsby                        | 20 października 2011 |
| 78 | 7  | Chardee MacDennis: The Game of Games               | Matt Shakman    | Charlie Day Rob McElhenney                | 27 października 2011 |
| 79 | 8  | The ANTI-Social Network                            | Matt Shakman    | Charlie Day Glenn Howerton                | 3 listopada 2011     |
| 80 | 9  | The Gang Gets Trapped                              | Matt Shakman    | Luvh Rakhe                                | 10 listopada 2011    |
| 81 | 10 | How Mac Got Fat                                    | Randall Einhorn | Matt Shakman Scott Marder Mehar Sethi     | 17 listopada 2011    |
| 82 | 11 | Thunder Gun Express                                | Matt Shakman    | Dave Chernin John Chernin                 | 1 grudnia 2011       |
| 83 | 12 | The High School Reunion                            | Matt Shakman    | Glenn Howerton Rob McElhenney             | 8 grudnia 2011       |
| 84 | 13 | The High School Reunion Part 2: The Gang's Revenge | Matt Shakman    | Glenn Howerton Rob McElhenney             | 15 grudnia 2011      |

## Sezon 8 (2012)
| Nr | #  | Tytuł                                     | Reżyseria     | Scenariusz                                | Premiera FX          |
| -- | -- | ----------------------------------------- | ------------- | ----------------------------------------- | -------------------- |
| 85 | 1  | Pop-Pop: The Final Solution               | Matt Shakman  | Charlie Day Glenn Howerton Rob McElhenney | 11 października 2012 |
| 86 | 2  | The Gang Recycles Their Trash             | Matt Shakman  | Charlie Day Glenn Howerton Rob McElhenney | 18 października 2012 |
| 87 | 3  | The Maureen Ponderosa Wedding Massacre    | Richie Keen   | Charlie Day Glenn Howerton Rob McElhenney | 25 października 2012 |
| 88 | 4  | Charlie and Dee Find Love                 | Richie Keen   | Charlie Day Glenn Howerton Rob McElhenney | 1 listopada 2012     |
| 89 | 5  | The Gang Gets Analyzed                    | Todd Biermann | Luvh Rakhe                                | 8 listopada 2012     |
| 90 | 6  | Charlie's Mom Has Cancer                  | Richie Keen   | Scott Marder Rob Rosell                   | 15 listopada 2012    |
| 91 | 7  | Frank's Back in Business                  | Richie Keen   | Dave Chernin John Chernin                 | 29 listopada 2012    |
| 92 | 8  | Charlie Rules the World                   | Matt Shakman  | David Hornsby                             | 6 grudnia 2012       |
| 93 | 9  | The Gang Dines Out                        | Matt Shakman  | Mehar Sethi                               | 13 grudnia 2012      |
| 94 | 10 | Reynolds vs. Reynolds: The Cereal Defense | Richie Keen   | Charlie Day Glenn Howerton Rob McElhenney | 20 grudnia 2012      |

## Sezon 9 (2013)
| Nr  | #  | Tytuł                                      | Reżyseria     | Scenariusz                                | Premiera FXX         |
| --- | -- | ------------------------------------------ | ------------- | ----------------------------------------- | -------------------- |
| 95  | 1  | The Gang Broke Dee                         | Richie Keen   | Charlie Day Glenn Howerton Rob McElhenney | 4 września 2013      |
| 96  | 2  | Gun Fever Too: Still Hot                   | Todd Biermann | Charlie Day Glenn Howerton Rob McElhenney | 11 września 2013     |
| 97  | 3  | The Gang Tries Desperately to Win an Award | Richie Keen   | David Hornsby                             | 18 września 2013     |
| 98  | 4  | Mac and Dennis Buy a Timeshare             | Dan Attias    | Dave Chernin John Chernin                 | 25 września 2013     |
| 99  | 5  | Mac Day                                    | Richie Keen   | Charlie Day Glenn Howerton Rob McElhenney | 2 października 2013  |
| 100 | 6  | The Gang Saves the Day                     | Dan Attias    | Dave Chernin John Chernin                 | 9 października 2013  |
| 101 | 7  | The Gang Gets Quarantined                  | Heath Cullens | David Hornsby                             | 16 października 2013 |
| 102 | 8  | Flowers for Charlie                        | Dan Attias    | David Benioff D. B. Weiss                 | 23 października 2013 |
| 103 | 9  | The Gang Makes Lethal Weapon 6             | Dan Attias    | Scott Marder                              | 30 października 2013 |
| 104 | 10 | The Gang Squashes Their Beefs              | Todd Biermann | Rob Rosell                                | 6 listopada 2013     |

## Sezon 10 (2015)
| Nr  | #  | Tytuł                                           | Reżyseria     | Scenariusz                                  | Premiera FXX     |
| --- | -- | ----------------------------------------------- | ------------- | ------------------------------------------- | ---------------- |
| 105 | 1  | The Gang Beats Boggs                            | Todd Biermann | Dave Chernin, John Chernin                  | 14 stycznia 2015 |
| 106 | 2  | The Gang Group Dates                            | Richie Keen   | Rob Rosell                                  | 21 stycznia 2015 |
| 107 | 3  | Psycho Pete Returns                             | Todd Biermann | Charlie Day, Glenn Howerton, Rob McElhenney | 28 stycznia 2015 |
| 108 | 4  | Charlie Work                                    | Matt Shakman  | Charlie Day, Glenn Howerton, Rob McElhenney | 4 lutego 2015    |
| 109 | 5  | The Gang Spies Like U.S.                        | Matt Shakman  | David Hornsby                               | 11 lutego 2015   |
| 110 | 6  | The Gang Misses the Boat                        | Richie Keen   | Charlie Day, Glenn Howerton, Rob McElhenney | 18 lutego 2015   |
| 111 | 7  | Mac Kills His Dad                               | Heath Cullens | Dave Chernin, John Chernin, David Hornsby   | 25 lutego 2015   |
| 112 | 8  | The Gang Goes on Family Fight                   | Matt Shakman  | Charlie Day, Glenn Howerton, Rob McElhenney | 4 marca 2015     |
| 113 | 9  | Frank Retires                                   | Richie Keen   | Charlie Day, Glenn Howerton, Rob McElhenney | 11 marca 2015    |
| 114 | 10 | Ass Kickers United: Mac and Charlie Join a Cult | Heath Cullens | Scott Marder                                | 18 marca 2015    |

## Sezon 11 (2016)
| Nr  | #  | Tytuł                                           | Reżyseria     | Scenariusz                    | Premiera FXX     |
| --- | -- | ----------------------------------------------- | ------------- | ----------------------------- | ---------------- |
| 115 | 1  | Chardee MacDennis 2: Electric Boogaloo          | Heath Cullens | Rob McElhenney & Charlie Day  | 6 stycznia 2016  |
| 116 | 2  | Frank Falls Out the Window                      | Heath Cullens | David Hornsby                 | 13 stycznia 2016 |
| 117 | 3  | The Gang Hits the Slopes                        | Heath Cullens | Dave Chernin, John Chernin    | 20 stycznia 2016 |
| 118 | 4  | Dee Made a Smut Film                            | Todd Biermann | Eric Ledgin                   | 27 stycznia 2016 |
| 119 | 5  | Mac & Dennis Move to the Suburbs                | Todd Biermann | Hunter Covington              | 3 lutego 2016    |
| 120 | 6  | Being Frank                                     | Heath Cullens | Scott Marder                  | 10 lutego 2016   |
| 121 | 7  | McPoyle vs. Ponderosa: The Trial of the Century | Todd Biermann | Conor Galvin                  | 17 lutego 2016   |
| 122 | 8  | Charlie Catches a Leprechaun                    | Heath Cullens | Jon Silberman, Josh Silberman | 24 lutego 2016   |
| 123 | 9  | The Gang Goes to Hell                           | Todd Biermann | David Hornsby, Scott Marder   | 2 marca 2016     |
| 124 | 10 | The Gang Goes to Hell: Part 2                   | Todd Biermann | David Hornsby, Scott Marder   | 9 marca 2016     |

## Sezon 12 (2017)
| Nr  | #  | Tytuł                                   | Reżyseria       | Scenariusz                                  | Premiera FXX     |
| --- | -- | --------------------------------------- | --------------- | ------------------------------------------- | ---------------- |
| 125 | 1  | The Gang Turns Black                    | Matt Shakman    | Charlie Day, Glenn Howerton, Rob McElhenney | 4 stycznia 2017  |
| 126 | 2  | The Gang Goes to a Water Park           | Matt Shakman    | Eric Ledgin                                 | 11 stycznia 2017 |
| 127 | 3  | Old Lady House: A Situation Comedy      | Maurice Marable | Dannah Phirman, Danielle Schneider          | 18 stycznia 2017 |
| 128 | 4  | Wolf Cola: A Public Relations Nightmare | Matt Shakman    | David Hornsby, Scott Marder                 | 25 stycznia 2017 |
| 129 | 5  | Making Dennis Reynolds a Murderer       | Maurice Marable | Conor Galvin                                | 1 lutego 2017    |
| 130 | 6  | Hero or Hate Crime?                     | Jamie Babbit    | Charlie Day, Glenn Howerton, Rob McElhenney | 8 lutego 2017    |
| 131 | 7  | PTSDee                                  | Jamie Babbit    | Charlie Day, Glenn Howerton, Rob McElhenney | 15 lutego 2017   |
| 132 | 8  | The Gang Tends Bar                      | Matt Shakman    | Megan Ganz                                  | 22 lutego 2017   |
| 133 | 9  | A Cricket's Tale                        | Jamie Babbit    | David Hornsby, Scott Marder                 | 1 marca 2017     |
| 134 | 10 | Dennis’ Double Life                     | Matt Shakman    | Charlie Day, Glen Howerton, Rob McElhenney  | 8 marca 2017     |

## Sezon 13 (2018)
| Nr  | #  | Tytuł                                | Reżyseria         | Scenariusz                         | Premiera FX          |
| --- | -- | ------------------------------------ | ----------------- | ---------------------------------- | -------------------- |
| 135 | 1  | The Gang Makes Paddy's Great Again   | Todd Biermann     | David Hornsby                      | 5 września 2018      |
| 136 | 2  | The Gang Escapes                     | Lauren Palmigiano | Megan Ganz                         | 12 września 2018     |
| 137 | 3  | The Gang Beats Boggs: Ladies Reboot  | Kat Coiro         | Dannah Phirman, Danielle Schneider | 19 września 2018     |
| 138 | 4  | Time's Up for the Gang               | Kat Coiro         | Megan Ganz                         | 26 września 2018     |
| 139 | 5  | The Gang Gets New Wheels             | Todd Biermann     | Conor Galvin                       | 3 października 2018  |
| 140 | 6  | The Gang Solves the Bathroom Problem | Josh Drisko       | Erin Ryan                          | 10 października 2018 |
| 141 | 7  | The Gang Does a Clip Show            | Todd Biermann     | Dannah Phirman, Danielle Schneider | 17 października 2018 |
| 142 | 8  | Charlie's Home Alone                 | Kat Coiro         | Adam Weinstock, Andy Jones         | 24 października 2018 |
| 143 | 9  | The Gang Wins the Big Game           | Kat Coiro         | Conor Galvin                       | 31 października 2018 |
| 144 | 10 | Mac Finds His Pride                  | Todd Biermann     | Rob McElhenney, Charlie Day        | 7 listopada 2018     |

## Sezon 14 (2019)
| Nr  | #  | Tytuł                          | Reżyseria           | Scenariusz                          | Premiera FX          |
| --- | -- | ------------------------------ | ------------------- | ----------------------------------- | -------------------- |
| 145 | 1  | The Gang Gets Romantic         | Glenn Howerton      | Rob McElhenney, Charlie Day         | 25 września 2019     |
| 146 | 2  | Thunder Gun 4: Maximum Cool    | Heath Cullens       | Conor Galvin                        | 2 października 2019  |
| 147 | 3  | Dee Day                        | Pete Chatmon        | Megan Ganz                          | 9 października 2019  |
| 148 | 4  | The Gang Chokes                | Glenn Howerton      | John Howell Harris                  | 16 października 2019 |
| 149 | 5  | The Gang Texts                 | Tim Roche           | Rob McElhenney,Charlie Day          | 23 października 2019 |
| 150 | 6  | The Janitor Always Mops Twice  | Heath Cullens       | Megan Ganz                          | 30 października 2019 |
| 151 | 7  | The Gang Solves Global Warming | Pete Chatmon        | Rob McElhenney, Charlie Day         | 6 listopada 2019     |
| 152 | 8  | Paddy's Has a Jumper           | Kimberly McCullough | Dannah Phirman & Danielle Schneider | 13 listopada 2019    |
| 153 | 9  | A Woman's Right to Chop        | Pete Chatmon        | Dannah Phirman & Danielle Schneider | 20 listopada 2019    |
| 154 | 10 | Waiting for Big Mo             | Pete Chatmon        | David Hornsby                       | 20 listopada 2019    |